# Ā

La lettera Ā (minuscolo: ā) è una vocale che identifica una A lunga circa tre volte in lettone, in latino e in māori.

## Unicode
Nell'Unicode, Ā ha come codice 256 (esadecimale: 100) e ā ha codice 257 (esadecimale 101).
Queste lettere sono i primi codici che vengono dopo l'iniziale sottoinsieme Unicode ISO-8859-1.

## Ā in lettone e in latino
La Ā in lettone 
Tas mani neprātina (non mi fa impazzire) 
La Ā in latino 
La lettera ā, nella lingua latina sta ad indicare che l'accento tonico cade sulla penultima sillaba della parola.
puellārum gloria enim fluxa est (la gloria delle ragazze è cosa effimera)

## Ā nella latinizzazione degli alfabeti indiani
La Ā nella latinizzazione degli alfabeti indiani
- marathi: si usa per trascrivere la lettera ल più il diacritico ा, ad esempio पमहिला नंबर - Pahilā nambara (il primo numero)
- punjabi: Il punjabi è molto simile al marathi. La ā si usa per trascrivere la lettera ਲ contraddistinta dal segno ਾ, ad esempio ਪਹਿਲਾ ਨੰਬਰ    - pahilā nambera (il numero primo)
- malayalam: in malayalam il segno ā si usa per trascrivere in alfabeto latino la lettera മ o ക con il segno fonetico ാ, ad esempio കാറ്റർപില്ലർ ഒരു ഷഡ്പദമാണ് - kāṟṟarpillar oru ṣaḍpadamāṇ (il bruco è un insetto).
- tamīl: in tamīl, la lettera ā si usa per trascrivere la lettera ர o del composto ஔ, ad esempio நவீன காலத்தில், அமெரிக்கா கண்டுபிடிக்கப்பட்டது - Ulakam aḻakāka irukkiṟatu, eṉakku atu piṭikkavillai (nell’Età Moderna fu scoperta l’America)

## Ā in cinese
La Ā nel cinese
La lettera ā nella lingua cinese è stata introdotta dai linguisti del XX secolo come sistema per introdurre gradualmente la latinizzazione della lingua (pinyin). Ad esempio:  三角形的底部 - Sānjiǎoxíng de dǐbù (base minore del trapezio).